# Partie polityczne na Węgrzech
W 1990 roku na Węgrzech wprowadzono system wielopartyjny. Węgierska scena polityczna jest zdominowana przez narodowo-konserwatywną partię ludową (w większości kwalifikowanej) oraz dwie średnie partie.

## Lista partii politycznych

### W parlamencie
| Nazwa | Nazwa                                                                  | Skrót    | Lider            | Ideologia                                                      | ZN  | PE |
| ----- | ---------------------------------------------------------------------- | -------- | ---------------- | -------------------------------------------------------------- | --- | -- |
|       | Fidesz – Węgierska Unia Obywatelska Fidesz – Magyar Polgári Szövetség  | Fidesz   | Viktor Orbán     | konserwatyzm, chrześcijańska demokracja, narodowy konserwatyzm | 115 | 12 |
|       | Chrześcijańsko-Demokratyczna Partia Ludowa Kereszténydemokrata Néppárt | KDNP     | Zsolt Semjén     | chrześcijańska demokracja                                      | 17  | 1  |
|       | Ruch na rzecz Lepszych Węgier Jobbik Magyarországért Mozgalom          | Jobbik   | Péter Jakab      | nacjonalizm, antyglobalizm, eurosceptycyzm                     | 17  | 1  |
|       | Węgierska Partia Socjalistyczna Magyar Szocialista Párt                | MSZP     | Bertalan Tóth    | socjaldemokracja                                               | 15  | 1  |
|       | Koalicja Demokratyczna Demokratikus Koalíció                           | DK       | Ferenc Gyurcsány | centrolewica                                                   | 9   | 4  |
|       | LMP – Węgierska Partia Zielonych LMP – Magyarország Zöld Pártja        | LMP      |                  | zielony liberalizm                                             | 6   | 0  |
|       | Dialog na rzecz Węgier Párbeszéd Magyarországért                       | PM       |                  | zielony liberalizm                                             | 5   | 0  |
|       | Węgierska Partia Liberalna Magyar Liberális Párt                       | MLP      | Anett Bősz       | liberalizm                                                     | 1   | 0  |
|       | Ruch Momentum Momentum Mozgalom                                        | Momentum | Ferenc Gelencsér | centrum                                                        | 0   | 2  |

### Inne
- "Historyczna" Partia Socjaldemokratyczna ("Történelmi" Szociáldemokrata Párt)
- Narodowa Partia Demokratyczna (Nemzeti Demokrata Párt)
- Narodowa Partia Pracy (Nemzeti Munkáspárt)
- Narodowa Partia Rewolucyjna (Nemzeti Forradalmi Párt)
- Niezależna Partia Drobnych Właścicieli, Rolników i Partia Ludowa (Független Kisgazda, Földmunkás és Polgári Párt)
- Partia Centrum (Centrum Párt)
- Partia Humanistyczna (Humanista Párt)
- Partia Socjaldemokratyczna (Szociáldemokrata Párt)
- Partia Sprawiedliwości Społecznej (Társadalmi Igazságosság Pártja)
- Ruch Obywatelski (Civil Mozgalom)
- Partia Piratów (Kalózpárt)
- Razem dla Somogy (Somogyért Egyesület)
- Sojusz Zielonych Demokratów (Zöld Demokraták Szövetsége)
- Węgierska Komunistyczna Partia Robotnicza (Magyar Kommunista Munkáspárt)
- Węgierska Partia Psa o Dwóch Ogonach (Magyar Kétfarkú Kutya Párt)
- Węgierska Partia Robotnicza 2006 (Magyarországi Munkáspárt 2006)
- Węgierska Partia Socjaldemokratyczna (Magyarországi Szociáldemokrata Párt)
- Węgierska Partia Sprawiedliwości i Życia (Magyar Igazság és Élet Pártja)
- Węgierska Socjalistyczna Partia Zielonych (Magyar Szociális Zöld Párt)
- Wolni Ludzie dla Węgier (Szabad Emberek Magyarországért)
- Związek Wolnych Demokratów (Szabad Demokraták Szövetsége)

### Dawne
- Chrześcijański Obóz Kobiet (Keresztény Női Tábor)
- Chrześcijańska Partia Jedności Narodowej (Keresztény Nemzeti Egység Pártja)
- Front Narodowy (Nemzeti Front)
- Komunistyczna Partia Węgier (Magyar Kommunista Párt)
- Ludowa Partia Demokratyczna (Demokrata Néppárt)
- Ludowa Partia Katolicka (Katolikus Néppárt)
- Narodowa Partia Chłopów (Nemzeti Paraszpárt)
- Narodowa Partia Pracy (Nemzeti Munkapárt)
- Obywatelska Partia Demokratyczna (Polgári Demokrata Párt)
- Partia Centrolewicowa (Balközép Párt)
- Partia Komunistów Węgierskich (Kommunisták Magyarországi Pártja)
- Partia Liberalna (Szabadelvű Párt)
- Partia Narodowa (Nemzeti Párt)
- Partia Niepodległości (Függetlenségi és Negyvennyolcas Párt)
- Partia Opozycji (Ellenzéki Párt)
- Partia Pokoju (Békepárt)
- Partia Wolności Obywatelskiej (Polgári Szabadságpárt)
- Partia Strzałokrzyżowców (Nyilaskeresztes Párt)
- Razem (Együtt)
- Węgierska Ludowa Partia Demokratyczna (Magyar Demokrata Néppárt)
- Węgierska Narodowa Partia Niepodległości (Magyar Nemzeti Függetlenségi Párt)
- Węgierska Narodowa Partia Socjalistyczna (Magyar Nemzetiszocialista Párt)
- Węgierska Partia Komunistyczna (Magyar Kommunista Párt)
- Węgierska Partia Ludzi Pracujących (Magyar Dolgozók Pártja)
- Węgierska Partia Narodowosocjalistyczna (Magyar Nemzetiszocialista Párt)
- Węgierska Partia Wolności (Magyar Szabadság Párt)
- Węgierska Socjalistyczna Partia Robotnicza (Magyar Szocialista Munkáspárt)
- Węgierski Ludowy Front Niepodległości (Magyar Függetlenségi Népfront)
- Węgierski Narodowy Front Niepodległości (Magyar Nemzeti Függetlenségi Front)

### Działające za granicą Węgier
- Rumunia: Demokratyczny Związek Węgrów w Rumunii (Romániai Magyar Demokrata Szövetség), Krajowa Węgierska Rada Siedmiogrodu (Erdélyi Magyar Nemzeti Tanács), Węgierska Partia Obywatelska (Magyar Polgári Párt)
- Serbia: Węgierska Koalicja (Magyar Koalíció) – Węgierski Związek Wojwodiny (Vajdasági Magyar Szövetség), Demokratyczna Wspólnota Węgrów na Wojwodinie (Vajdasági Magyarok Demokratikus Közössége), Węgierska Demokratyczna Partia Wojwodiny (Vajdasági Magyar Demokrata Párt)
- Słowacja: Most-Híd, Partia Węgierskiej Koalicji (Magyar Koalíció Pártja)